# Lidderdale (Iowa)
Lidderdale es una ciudad ubicada en el condado de Carroll en el estado estadounidense de Iowa. En el Censo de 2010 tenía una población de 180 habitantes y una densidad poblacional de 28,78 personas por km².

## Geografía
Lidderdale se encuentra ubicada en las coordenadas 42°7′21″N 94°47′1″O / 42.12250, -94.78361. Según la Oficina del Censo de los Estados Unidos, Lidderdale tiene una superficie total de 6.25 km², de la cual 6.25 km² corresponden a tierra firme y (0%) 0 km² es agua.

## Demografía
Según el censo de 2010, había 180 personas residiendo en Lidderdale. La densidad de población era de 28,78 hab./km². De los 180 habitantes, Lidderdale estaba compuesto por el 99.44% blancos, el 0% eran afroamericanos, el 0% eran amerindios, el 0.56% eran asiáticos, el 0% eran isleños del Pacífico, el 0% eran de otras razas y el 0% pertenecían a dos o más razas. Del total de la población el 0% eran hispanos o latinos de cualquier raza.